# Plaza del Mercado de Turku
La plaza del Mercado de Turku (en finés: Turun kauppatori ) es una plaza de la ciudad de Turku, en Finlandia. Se encuentra ubicada en VI Distrito de la ciudad, y por lo general se le considera la plaza central de la ciudad. Alberga un animado mercado los días de semana, y hay varios cafés y restaurantes en la plaza. 
Los edificios alrededor de la plaza del mercado también son parte del distrito central de negocios de la ciudad. Incluyen, por ejemplo, los centros comerciales de Hansa y Forum, el almacén Wiklund, una iglesia ortodoxa, una clínica médica privada, y varios medios de comunicación, tales como  oficinas de uno de los principales periódicos de Finlandia Helsingin Sanomat, además del periódico local más importante Turun Sanomat.